# Fernando Niño de Guevara
Fernando Niño de Guevara (Toledo, 1541 - Sevilla, 8 de gener de 1609) va ser un religiós espanyol, cardenal, arquebisbe de Sevilla i inquisidor general.

## Biografia
Segons el cronista Gil González de Dávila, Fernando Niño era fill de Rodrigo Niño, marquès de Tajares i cavaller de l'Orde de Santiago, i de Teresa de Guevara, l'any 1541. Va formar-se i llicenciar-se a la Universitat de Salamanca, i va esdevenir-ne col·legial del Colegio de Cuenca, hàbit del qual va prendre als 28 anys, el 1569. El 1570 va esdevenir oïdor de la Cancelleria de Valladolid i el 1572 ardiaca de Moya a la catedral de Conca, després de deu anys va passar al Consell de Castella i va esdevenir president de la Cancelleria de Granada.
Va ser cardenal el 5 de juny de 1596 per Climent VIII del títol de San Biagio dell'Anello, i va viure a Roma, on va ocupar-se de diverses congregacions de la Cúria, fins al 1599, quan va ser nomenat pel càrrec d'inquisidor general, a més de membre del Consell Reial. Abans de la seva tornada a Espanya, Climent VIII el va consagrar com a arquebisbe de Filipos, a l'antiga Macedònia, i li va mostrar la seva estima: «Con ser nuestro poder tanto, no podemos hacer de un Cardenal Guevara dos, uno que quedara en Roma, y otro que pasase á España».

### Inquisidor general
Designat successor de Pedro Portocarrero al càrrec d'inquisidor general el 1599 per desig de Felip III, recent arribat al tron i volent un inquisidor de la seva elecció es va servir d'una butlla de Climent VIII, que obligava a tots els bisbes a residir a la seva diòcesi, per enviar a Portocarrero a la seu de Conca. Niño va ser confirmat en el càrrec pel papa el 3 de desembre.
En arribar a la península, va celebrar un acte general a Toledo. El 17 de març de 1601 va ser testimoni de la signatura del tractat de pau amb França a la ciutat de Valladolid. Altres fets destacables són la disputa amb els jesuïtas sobre si Climent VIII era autèntic vicari de Jesucrist, que el mateix Papa va tallar prohibint aquestes discussions, a més d'incoar al rei Felip III que destituís Niño de Guevara, quelcom que va succeir en 1602.
Durant el seu mandat es van cremar 240 heretges, a més de 96 en estàtua. Altres 1.628 individus van ser trobats culpables i sotmesos a penes menors.

### Arquebisbe de Sevilla
Va prendre possessió del càrrec el 18 de juny de 1601. Segons Ortiz de Zúñiga, Niño va exercir el seu càrrec sense col·laboradors, ni bisbe adjutor o un sufragani i a més va afavorir els naturals sevillans en els càrrecs prelats de la ciutat.
Durant el seu mandat en Sevilla va encarregar un informe sobre les confraries penitents, que segons el seu entendre no tenien l'espiritualitat necessària i practicaven comportaments irreverents incompatibles amb el seu caràcter religiós.
Segueix els passos de Rodrigo de Castro i organitza un altre sínode a 1604 en el qual legisla les germanors i estableix una organització clerical de caràcter pastoral. Potser a causa de l'esperit sever d'aquesta legislació, aquesta reforma no tindria molta acceptació, encara que va establir les bases per reflexionar sobre l'esperit en què se celebrava la Setmana Santa.
Des de l'arquebisbat, tenint notícia que a l'arquebisbat de Colònia es conservaven unes antigues relíquies de les santes Justa i Rufina, naturals de Sevilla, i que suposadament havien acabat allà quan alguns cristians havien fugit de la invasió dels musulmans. El príncep i arquebisbe de Colònia va admetre donar el cap considerat de sant Rufina i un os gran gairebé sencer considerat de santa Justa, relíquies tingudes per autèntiques segons una declaració a la ciutat de Lieja de l'11 de juliol de 1601. El 1602 van arribar a Sevilla on es dona compte d'aquest de la seva autenticitat per part de Niño com el provisor i vicari general, que van donar vist i plau per posar-les al públic per a la seva veneració.

### Mort
Niño va viure 68 anys, morint a Sevilla per mala salut el dijous 8 de gener de 1609 a la 1 de la tarda; el seu cos va ser depositat a la Casa Professa de la Companyia de Jesús i va estar ubicat a la volta sota l'alta major, fins que els seus parents van traslladar el seu cos al Convent de les Monges de San Pablo de Toledo el 9 de juny de 1612, sepulcre dels seus avantpassats.

## Varis
Un quadre famós d'El Greco retrata aquest personatge. Hi ha teories que diuen que aquest retrat en realitat representa el Cardenal Sandoval i Rojas. Hi ha una obra moderna anomenada El Greco pinta el Gran Inquisidor inspirada en aquest quadre. Va ser nebot d'un altre Fernando Niño de Guevara mort en 1552, arquebisbe de Granada, president del Reial Consell, patriarca de les Índies, i bisbe de Sigüenza. És interpretat per Juan Diego Botto a la pel·lícula "El Greco"(2007).